# Малки Зондски острови
Малките Зондски острови (на индонезийски: Kepulauan Nusa Tenggara) са група острови в южната и югоизточната част на Малайския архипелаг в Югоизточна Азия. Заедно с Големите Зондски острови образуват Зондския архипелаг.
Групата обхваща островите на изток от Ява, които се редуват в тази посока като броеница. Най-големият по площ от Малките Зондски острови е Тимор (30 975 km2).

## География
Малките Зондски острови са съставени от шест по-големи и многобройни по-малки острови, разположени на изток от Ява. Общата им площ е 87 хил. km2, а населението им е около 14 милиона души към 2010 г. Най-големите острови (от запад на изток) са: Бали, Ломбок, Сумбава, Флорес и Тимор. На юг от Флорес е разположен остров Сумба.
Между Бали и Ломбок се намира линията Уолъс, която обозначава биогеографската граница между Азия и Австралия. Остров Комодо е известен с комондските си варани, които са най-големите представители на разреда люспести. На остров Флорес са открити останките на вид човек с нисък ръст, който е наименуван в чест на острова – Флоренски човек.

### Геология
Островната група има планински релеф. Най-високата точка на архипелага е вулканът Ринджани на остров Ламбок (3726 m). Вулканизмът на островната дъга е създаден вследствие на зона на субдукция по дължина на Яванската падина в Яванско море.
Северните острови (Бали, Ломбок, Сумбава, Флорес, Ветар) имат вулканичен произход и са образувани през плиоцен, преди около 15 милиона години, в резултат на сблъскване на Индо-Австралийската плоча и Евразийската плоча. Южните острови (Сумба, Тимор) нямат вулканичен произход и принадлежат към Индо-Австралийската плоча. Геологията и екологията на северните острови имат сходна история, процеси и характеристики с южната част на Молукските острови, които представляват продължението на същата островна дъга на изток.

## Административно деление
Повечето от територията на Малките Зондски острови е владение на Индонезия. В източната част на остров Тимор е разположена държавата Източен Тимор.
- Източен Тимор – 15 007 km², 1 066 409 души (2010)
- Индонезия – 73 070 km², 13 074 796 души (2010)
  - Бали – 5780 km², 3 890 757 души
  - Западни Малки Зондски острови – 18 572 km², 4 500 212 души
  - Източни Малки Зондски острови – 48 718 km², 4 683 827 души

## Икономика
Селското стопанство на островите е заето основно в производството на ориз и кафе. Съществуват находища на петрол и залежи на желязо, манган и мед.

## Екология
Малките Зондски острови се различават от Големите Зондски острови по това, че са съставени от много малки острови, понякога разделяни от дълбоки океански падини. Придвижването на флората и фауната между островите е ограничено, което е довело до еволюцията на много местни видове и ендемити. Азиатските видове преобладават.
Островите се отличават с най-сухия климат в Индонезия. Това е довело до образуването повече на сухи гори, отколкото на влажни гори. Все пак, повече от половината от първоначалната растителност на островите е премахната за засаждане на ориз и други култури, както и за построяването на селища. Единствено остров Сумбава все още притежава голяма площ от незасегната естествена гора.